# Kaple svatého Antonína (Rounek)
Kaple svatého Antonína u Rounku se nalézá na zelené turistické značce nedaleko od vrcholu kopce Hora sv. Antonína (629 m) asi 1,4 km východně od obce Rounek.
Kaple (v užším smyslu se pojmenování „U svatého Antonína“ používá pouze pro ni), byla postavená v roce 1737 z financí pelhřimovského pekaře Antonína Polesného. Vrch byl tehdy bezlesý a skýtal překrásný rozhled, vedla přes něj navíc cesta do Pelhřimova. Vysvěcena byla 27. května 1738. Oltářní kámen, z 30. let minulého století, obsahuje ostatky sv. Valentýna, patrona zamilovaných a sv. Bonifáce, anglosaského mnicha a misionáře. Fasáda kaple byla v letech 1971–1995 cihlově červená, po generální opravě v roce 1995 jí byla navrácena žlutá barva, ta zůstala i po opravě v roce 2013. Střecha od roku 2015 opět šindelová (dříve plechová krytina).
Uvnitř kaple je obraz sv. Antonína zobrazeného nad původně zamýšlenou podobou kaple na bezlesém vrchu a nedokončené fresky svaté Trojice. V nikách po straně jsou fresky dvou postav, levá z nich je pravděpodobně sv. Jan Nepomucký. Poutní mše se v kapli sloužila v vždy v neděli po svátku sv. Antonína z Padovy (13. 6.), v roce 1995 byla tradice poutí ke kapli obnovena.Vedle kaple stávaly dvě lípy, pokácené v roce 1960.
U kaple je informační tabule s pověstí o založení:
| „ | Kdysi v dávných dobách, kdy ještě tovaryši museli chodit světem na zkušenou, putoval pekařský tovaryš strmou, kamenitou cestou na výšinu, kde dnes stojí kaplička. Slunce stálo vysoko na obloze a horko bylo nesmírné. Mladík byl chůzí do kopce unaven a zachtělo se mu na chvíli si odpočinout. Stanul proto na kopci, sňal ranec ze zad, položil si jej na vyčnívající kámen, aby měl měkko pod hlavou, a v krátkosti usnul kolébán šuměním lesa. Sotva se pohroužil do spánku, zdál se mu divný sen. Tajemný hlas jakoby mu stále našeptával: „Zvedni kámen, na němž ležíš! Jsou pod ním ukryty peníze. Z těch peněz pak dej zbudovat kapličku ke cti sv. Antonína!“ Když se tovaryš probudil, odvalil kámen stranou a našel peníze, které si sem lupiči uschovali. Sebral je, odnesl do blízké vsi a na tom místě nechal na paměť této události postavit kapličku. | “ |
| — | |   |